# Associazione per gli Studi Africani in Italia
L'Associazione per gli Studi Africani in Italia (ASAI) è una società accademica italiana che riunisce circa 150 africanisti. Ha sede sia presso l'Università degli Studi di Urbino "Carlo Bo" che presso l'Università degli Studi Roma Tre. ASAI è stata fondata nel 2010 ed è membro associato della rete AEGIS (Africa-Europe Group for Interdisciplinary Studies) dei centri di studi africani in Europa.ASAI assegna un premio annuale per la miglior tesi di dottorato in studi africani.

## Conferenze
ASAI organizza una conferenza nazionale biennale sugli studi africani:
- 2010, ASAI I: Studi italiani sull'Africa a 50 anni dall'indipendenza, Università degli Studi di Napoli "L'Orientale", 30 settembre-2 ottobre 2010[5]
- 2012, ASAI II: Convegno di Studi Africani, Università degli Studi di Pavia, 18-20 settembre 2012
- 2014, ASAI III: Africa in movimento, Università degli Studi di Macerata, 17-20 settembre 2014[6]
- 2016, ASAI IV: Africa in fermento. Conflitti, modernità, religioni, Università degli studi di Catania, 22-24 settembre 2016[7]
- 2018, ASAI V: Plural Africa: politiche, saperi e dinamiche sociali, Università di Bologna, 5-7 settembre 2018[8]
- 2020, ASAI VI: AFRICA. IN, OUT, CIRCA. Prospettive storiche, politiche e culturali dal continente e dalla diaspora, Università degli Studi di Milano, 16-18 settembre 2020 (cancellata a causa della pandemia Covid-19)
- 2022, ASAI VI: Afriche del terzo millennio nel mondo globale: sfide, riconfigurazioni e opportunità. Third millennium Africas in the global world. Challenges, reconfigurations, and opportunities, Università di Urbino, 29 giugno-1 luglio 2022[9][10]